# Rafel Joan Oliver
Rafel Joan Oliver (Palma, Mallorca, 1957), conegut com a Rafel Joan, és un pintor mallorquí de formació autodidacta destacat per participar en el retorn a la figuració que propicià el neoexpressionisme de principis de la dècada de 1980.
En la seva joventut, Rafel Joan compartí experiències amb els pintors Miquel Barceló i Lluís Claramunt, el músic Pere Pla i el poetes Arnau Pons i Andreu Vidal. Realitzà la seva primera exposició individual el 1983 a la Galeria 4 Gats de Palma. Posteriorment participà en algunes de les mostres més representatives d'aquell moment, com ara «13 pintors neofiguratius a Mallorca» (Sa Llotja, 1985) o «Paisatges» (Col·legi Oficial d'Arquitectes de les Illes Balears, Palma i Palau Moja, Barcelona, 1985-1986). Al llarg dels anys vuitanta treballà els grans formats. Pintà amb imatges reconeixedores, tot i que de vegades distorsionades, amb pinzellades gestuals i emocionals, harmonies cromàtiques no convencionals i superfícies riques en textures. La seva temàtica és quotidiana, amb una preferència per temes clàssics com l'autoretrat, el paisatge o la feina a l'estudi. Ja des d'aquests anys, la seva obra oscil·là entre sentiments psicològics contradictoris, de la ràbia a la quietud contemplativa, i també de la visió objectiva de la realitat a la seva interiorització personalitzada. L'estiu de 1987 Rafel Joan passà algunes setmanes a Marràqueix i Sidi Rahal Chatai, al Marroc, pintant la vida de cada dia a l'interior de la medina i els paisatges desèrtics que envoltaven la ciutat. Participà amb serigrafies al llibre de poemes d'Arnau Pons Liquen saur (Edicions Atàviques, 1988). El 1989 s'instal·là a Barcelona, on trobà inspiració en l'ambient i l'atmosfera de la Plaça Reial, o els barris de La Ribera i El Raval. S'interessà pels carrers foscs, els comerços antics o els bars plens de personatges marginals. La seva és una Barcelona allunyada de les vanitats diürnes i burgeses, que fins i tot s'aproxima a visions apocalíptiques com en el cas de Mon jui (1993-2011). De tornada a Mallorca redescobrí el paisatge. En una antiga pedrera a prop de Felanitx pintà algunes visions nocturnes, summament poètiques i properes al simbolisme. Tanmateix, no tots els seus paisatges són contemplatius, sinó que de vegades inclouen troncs cremats, arços i ambients desolats. La concentració de la seva mirada, dedicada a registrar tots els matisos possibles de la llum i els seus jocs amb les fulles i les branques, arriba fins al punt de mostrar-nos, fins i tot, aspectes visionaris o al·lucinògens. En algunes de les seves pintures hom troba llums estranys i partícules que suren, que fins i tot són éssers misteriosos. Durant els darrers anys ha ampliat el seu registre volant en un avió ultralleuger per enfrontar-se a un horitzó sempre canviat. També s'ha vestit de bussejador per caminar pel fons marí i després pintar de memòria aquests passejos. El resultat són quadres gairebé abstractes que constitueixen imatges hipnòtiques plenes de detalls.